# Víctor Moreno
Víctor Cecilio Moreno Sevilla (* 15. Juli 1985 in Cojedes) ist ein venezolanischer Bahn- und Straßenradrennfahrer.
Victor Moreno wurde 2006 in San Carlos venezolanischer Meister im Einzelzeitfahren der U23-Klasse. Im Jahr 2007 gewann er die Bergwertung der Volta de Ciclismo Internacional do Estado de São Paulo und mit einer Etappe der Vuelta a Venezuela sein erstes Renen des internationalen Kalenders. Bei der Vuelta al Táchira gewann er 2008 und 2009 jeweils die Sprintwertung. Ein weiterer Etappensieg bei der Vuelta a Venezuela gelang Moreno 2013 und konnte in diesem Jahr auch die Bergwertung gewinnen. Später in diesem Jahr wurde er auf der Bahn venezolanischer Meister in der Einerverfolgung.

## Erfolge
2006
- Venezolanischer Meister – Einzelzeitfahren (U23)

2007
- Bergwertung Volta de Ciclismo Internacional do Estado de São Paulo
- eine Etappe Vuelta a Venezuela

2008
- Sprintwertung Vuelta al Táchira

2009
- Sprintwertung Vuelta al Táchira

2013
- eine Etappe und Bergwertung Vuelta a Venezuela
- Venezolanischer Meister – Einerverfolgung